# Clayton Rohner
Clayton Montague Rohner, lepiej znany jako Clayton Rohner (ur. 5 sierpnia 1957 w Palo Alto w stanie Kalifornia) – amerykański aktor filmowy i telewizyjny.

## Życiorys

### Wczesne lata
Po ukończeniu college’u w stanie Waszyngton, pracował przez pewien czas na Alasce jako rybak w połowach handlowych. Potem przybył w Nowym Jorku, by studiować aktorstwo.

### Kariera
Po powrocie do Kalifornii zagrał swoją debiutancką rolę w serialu NBC Posterunek przy Hill Street (Hill Street Blues, 1981), a następnie w teledramacie CBS Anielski pył (Desperate Lives, 1982) u boku Diany Scarwid, Helen Hunt, Diane Ladd, Katherine Kelly Lang i Sama Bottomsa. Występował w telewizji, a jednocześnie pojawiał się w filmach kinowych, m.in. w komedii Po prostu chłopak (Just One of the Guys, 1985). W latach 90. powrócił ponownie do seriali telewizyjnch, w tym ABC Morderstwo (Murder One, 1997) jako detektyw Vince Biggio i science-fiction nadawany przez stacje USA Network Dobro kontra zło (G vs E, 1999-2000) w roli reportera Chandlera Smythe'a.
Spotykał się z aktorką Mią Sarą (1994).

## Filmografia

### Filmy fabularne
- 1982: Anielski pył (Desperate Lives) jako Monte
- 1985: Po prostu chłopak (Just One of the Guys) jako Rick Morehouse
- 1986: Prima aprilis' (April Fool's Day) jako Chaz
- 1986: Dzisiejsze dziewczyny' (Modern Girls) jako Clifford / Bruno X
- 1988: Bat 21 (Bat*21) jako sierżant Harley Rumbaugh
- 1988: Destroyer jako David Harris
- 1988: Historia policyjna: Rezydencja potworów (Police Story: Monster Manor) jako oficer Gene Pardonales
- 1990: Nocne życzenia (Nightwish) jako Jack
- 1994: Obserwator (Caroline at Midnight) jako Jack Lynch
- 1996: Nagie dusze (Naked Souls) jako Jerry
- 1997: Relikt (The Relic) jako detektyw Hollingsworth
- 2000: Patrol graniczny (Border Patrol) jako Cal Newman
- 2001: Wielki dzień (The Big Day) jako
- 2003: Coronado jako Arnet McClure
- 2011: Klinika zbrodni jako dr Victor Sparks; film TV
- 2013: Jobs jako ekspert finansowy

### Seriale TV
- 1981: Posterunek przy Hill Street (Hill Street Blues) jako Juvenile/Gawker
- 1982: T.J. Hooker jako Richie
- 1984: Posterunek przy Hill Street (Hill Street Blues) jako Shamrock
- 1986: Policjanci z Miami (Miami Vice) jako Timmy Davis
- 1987: Prawnicy z Miasta Aniołów (L.A. Law) jako Patrick Boyd
- 1988: Star Trek: Następne pokolenie (Star Trek: The Next Generation) jako Admirał Mark Jameson
- 1990: Elita (E.A.R.T.H. Force) jako fizyk jądrowy dr Carl Dana
- 1994: Beverly Hills, 90210 jako dr Fox
- 1995: Nowojorscy gliniarze (NYPD Blue) jako Earl Padzik
- 1998: Lekarze z Los Angeles (L.A. Doctors) jako Warren Spillman
- 1999: Z Archiwum X (The X-Files) jako Daryl Mootz
- 1999-2000: Dobro kontra zło (G vs E) jako Chandler Smythe
- 2000: Czarodziejki (Charmed) jako Drazi
- 2001: CSI: Kryminalne zagadki Las Vegas (CSI: Crime Scene Investigation) jako Forest Ranger
- 2001: Jack i Jill (Jack & Jill) jako Dante
- 2002: Anioł ciemności (Angel) jako Lee DeMarco
- 2003: Jordan w akcji (Jordan) jako Henry Ross
- 2004: Agent przyszłości (Jake 2.0) jako Alex Brandt
- 2005: Trawka (Weeds) jako Coach Dad
- 2006: Into the West jako James Strobridge
- 2006: Kości (Bones) jako Wayne Kellogg
- 2006-2007: Ten sam dzień (Day Break) jako Surfer Dude
- 2007: Ten sam dzień (Day Break) jako Jared Pryor
- 2009: Ostry dyżur (ER) jako Roger Anderson
- 2009: Mentalista (The Mentalist) jako Asher MacLean
- 2009: Dollhouse jako klient Dollhouse
- 2009: Całe życie z wariatami (Shrink) jako dr McBurney
- 2009: Castle jako John McGinnis
- 2010: Tożsamość szpiega (Burn Notice) jako Nick Madison
- 2013: Justified: Bez przebaczenia (Justified) jako mężczyzna na przyjęciu